# Sergej Melgunov
Sergej Petrovič Melgunov (rusky Сергей Петрович Мелгунов, 25. prosince 1879jul./ 6. ledna 1880greg. – 26. května 1956) byl ruský historik, publicista a politik známý svým odporem vůči vládě sovětů. Je autorem mnoha prací na téma ruské revoluce a občanské války.

## Život
Sergej Petrovič Melgunov se narodil v Moskvě do staré aristokratické rodiny, jeho matka byla polského původu (roz. Gruszecková). Po dokončení Moskevské univerzity v roce 1904 se začal pedagogicky i politicky angažovat v tehdejším carském Rusku. Stal se členem Ruské demokratické strany a v roce 1907 vstoupil do Socialistické strany lidové.
Po bolševickém převratu roku 1917 se stal tvrdým oponentem Leninovy vlády a angažoval se v protisovětských organizacích. V roce 1919 byl uvězněn a odsouzen k smrti. Rozsudek mu byl po odvolání změněn na odnětí svobody. V roce 1921 byl propuštěn a o rok později emigroval a žil v exilu. Nakonec se usadil v Paříži, kde se dále věnoval historickému výzkumu a editoval práce mnoha novinářů v exilu. Jeho nejslavnější knihou je Rudý teror v Rusku, publikovaná v roce 1924.